# 育才书社
育才书社，又稱西營盤育才書社，是香港一所已停辦的學校，由埃利·嘉道理爵士與華領劉鑄伯於1900年創辦，為育才中學的前身。校聯為「育參天地，才貫中西」。

## 歷史

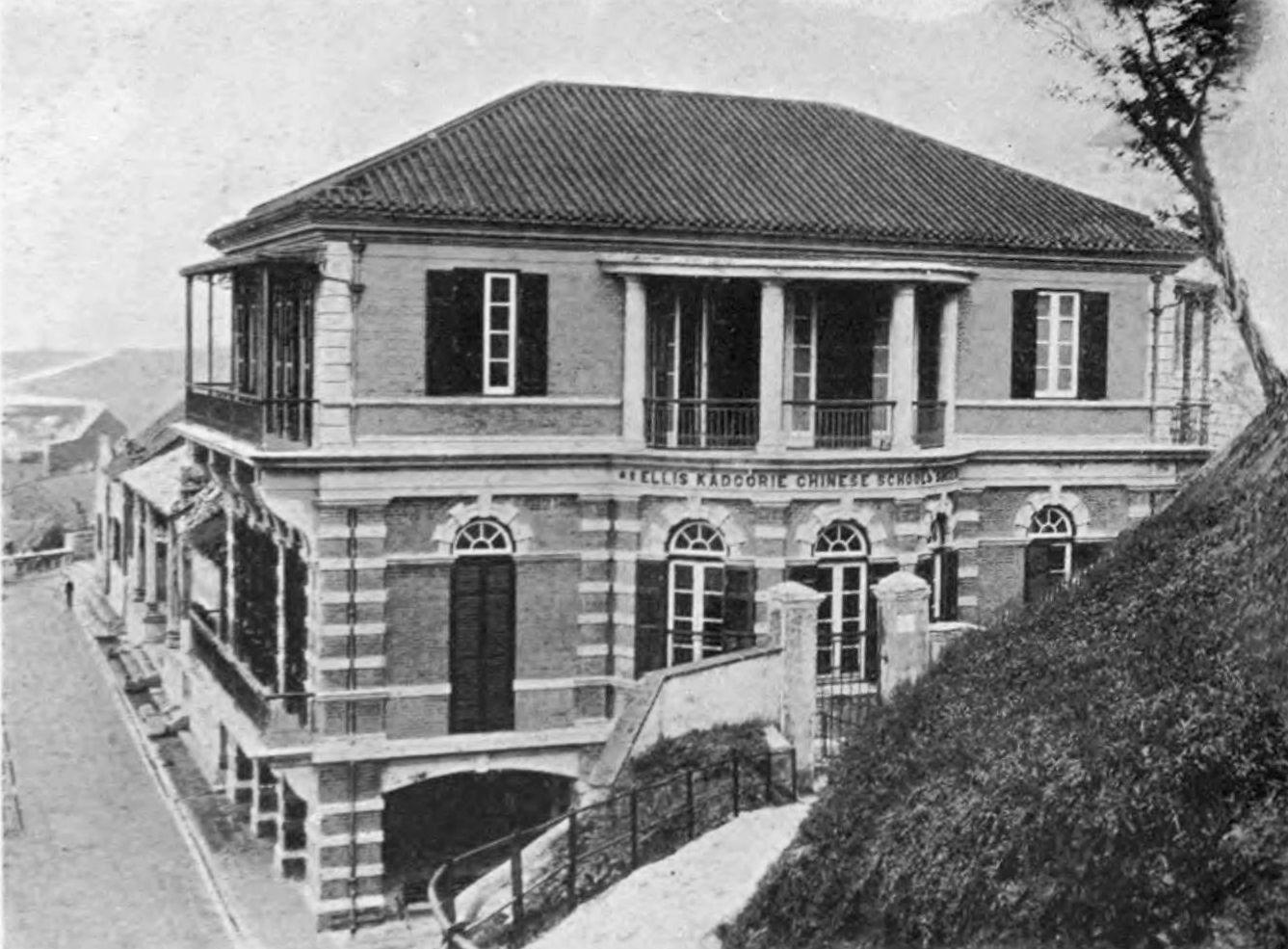
西營盤育才書社（1908年攝）

1900年，商人埃利·嘉道理爵士與華領劉鑄伯籌建西營盤育才書社（Ellis Kadoorie School For Boys），共籌得20餘萬元款項，埃利·嘉道理和劉鑄伯分別被推舉為書社主席和司理。
西營盤育才書社於1910年由政府接辦，戰後改為西營盤官立小學，後來停辦，再於1977年由香港政府重辦，名為育才中學（西營盤），後遷往沙田，易名為育才中學（沙田），最後於2009年8月停辦。
歷史上，育才書社一共有四所同名學校，分別位於香港、廣州和上海公共租界，位於香港的兩所育才書社為1900年創辦的「西營盤育才書社」和1891年創辦的「掃桿埔育才書社」（Ellis Kadoorie School For Indians），當中的掃桿埔育才書社專為香港印度籍學童而設，位於銅鑼灣掃桿埔，於1916年由政府接辦，後於1960年易名為「官立嘉道理爵士學校」（今官立嘉道理爵士中學（西九龍）和官立嘉道理爵士小學）。另外兩所育才書社分別位於廣州河南鰲洲外街及上海公共租界（為上海市育才中學的前身）。

## 同名學校
- 掃桿埔育才書社（Ellis Kadoorie School For Indians），於1891年由埃利斯·嘉道理（Ellis Kadoorie）創辦，官立嘉道理爵士學校前身
- 西營盤育才書社（Ellis Kadoorie School For Boys），於1900年由艾利·嘉道理（Elly Kadoorie）創辦，育才中學前身
- 育才中學（Sir Ellis Kadoorie Secondary School），1977年成立
- 官立嘉道理爵士學校（Sir Ellis Kadoorie School），1960年易名，1980年分成中小學
- 官立嘉道理爵士中學（Sir Ellis Kadoorie Secondary School (West Kowloon)），1980年
- 官立嘉道理爵士小學（Sir Ellis Kadoorie (Sookunpo) Primary School），1980年

## 著名/傑出校友
- 聶錦勳：已故前拓展署署長、前靈實醫院執行總監、基督教興學會前主席（1949年中三畢業）[1]
- 戴恩賽：已故國民政府梧州市政廳長、財政部粵海關監督（小學）
- 王霖：已故香港立法局議員（小學）[2]
- 曾蔭權：前香港行政長官[3]（小二）
- 舒巷城：香港已故作家（小學）[4]
- 陳君葆：香港已故學者、前中英文化協會香港分會秘書（中學）[5]
- 馮漢柱：前利豐集團主席、前市政局議員及前香港立法局議員（小學）[6]
- 謝振有：前東華三院黃笏南中學及創知中學校長（1918年至1921年間入讀中學部）[7]
- 唐賓南：前香港洋行商人及保良局主席[8]
- 陳流芳：前香港荃灣區議會主席及前荃灣鄉事委員會主席[9]